# Баєвка (Новокузнецький район)
Ба́євка (рос. Баевка) — селище у складі Новокузнецького району Кемеровської області, Росія. Входить до складу Центрального сільського поселення.

## Населення
Населення — 304 особи (2010; 303 у 2002).
Національний склад (станом на 2002 рік):
- росіяни — 94 %